# Indy Racing League 1999
Die Indy Racing League 1999 war die vierte Saison der US-amerikanischen Indy Racing League und die 78. Meisterschaftssaison im US-amerikanischen Formelsport. Sie begann am 24. Januar 1999 in Orlando und endete am 17. Oktober 1999 in Fort Worth. Den Titel sicherte sich Greg Ray.

## Rennergebnisse
| Nr. | Datum         | Veranstaltung (Strecke)                       | Distanz (Meilen) | Sieger         | Team                   | Pole-Position |
| --- | ------------- | --------------------------------------------- | ---------------- | -------------- | ---------------------- | ------------- |
| 1   | 24. Januar    | TransWorld Diversified Services 200 (Orlando) | 200              | Eddie Cheever  | Team Cheever           | Scott Sharp   |
| 2   | 28. März      | MCI WorldCom 200 (Phoenix)                    | 200              | Scott Goodyear | Panther Racing         | Greg Ray      |
| 3   | 1. Mai        | VisionAire 500K (Concord)                     | 118,5            | abgebrochen    | abgebrochen            | Greg Ray      |
| 4   | 30. Mai       | Indianapolis 500-Mile Race (Indianapolis)     | 500              | Kenny Bräck    | A. J. Foyt Enterprises | Arie Luyendyk |
| 5   | 12. Juni      | Longhorn 500 (Fort Worth)                     | 302,64           | Scott Goodyear | Panther Racing         | Mark Dismore  |
| 6   | 27. Juni      | Radisson 200 (Pikes Peak)                     | 200              | Greg Ray       | Team Menard            | Greg Ray      |
| 7   | 17. Juli      | Kobalt Mechanics Tools 500 (Atlanta)          | 320,32           | Scott Sharp    | Kelley Racing          | Billy Boat    |
| 8   | 1. August     | MBNA Mid-Atlantic 200 (Dover Downs)           | 200              | Greg Ray       | Team Menard            | Mark Dismore  |
| 9   | 29. August    | Colorado Indy 200 (Pikes Peak)                | 200              | Greg Ray       | Team Menard            | Greg Ray      |
| 10  | 26. September | Vegas.com 500 (Las Vegas)                     | 312              | Sam Schmidt    | Treadway Racing        | Sam Schmidt   |
| 11  | 17. Oktober   | Mall.com 500 (Pikes Peak)                     | 302,64           | Mark Dismore   | Kelley Racing          | Greg Ray      |

- Das Rennen in Concord wurde nach 79 Runden wegen eines Unfalls, bei dem drei Zuschauer starben, abgebrochen.

## Endstand

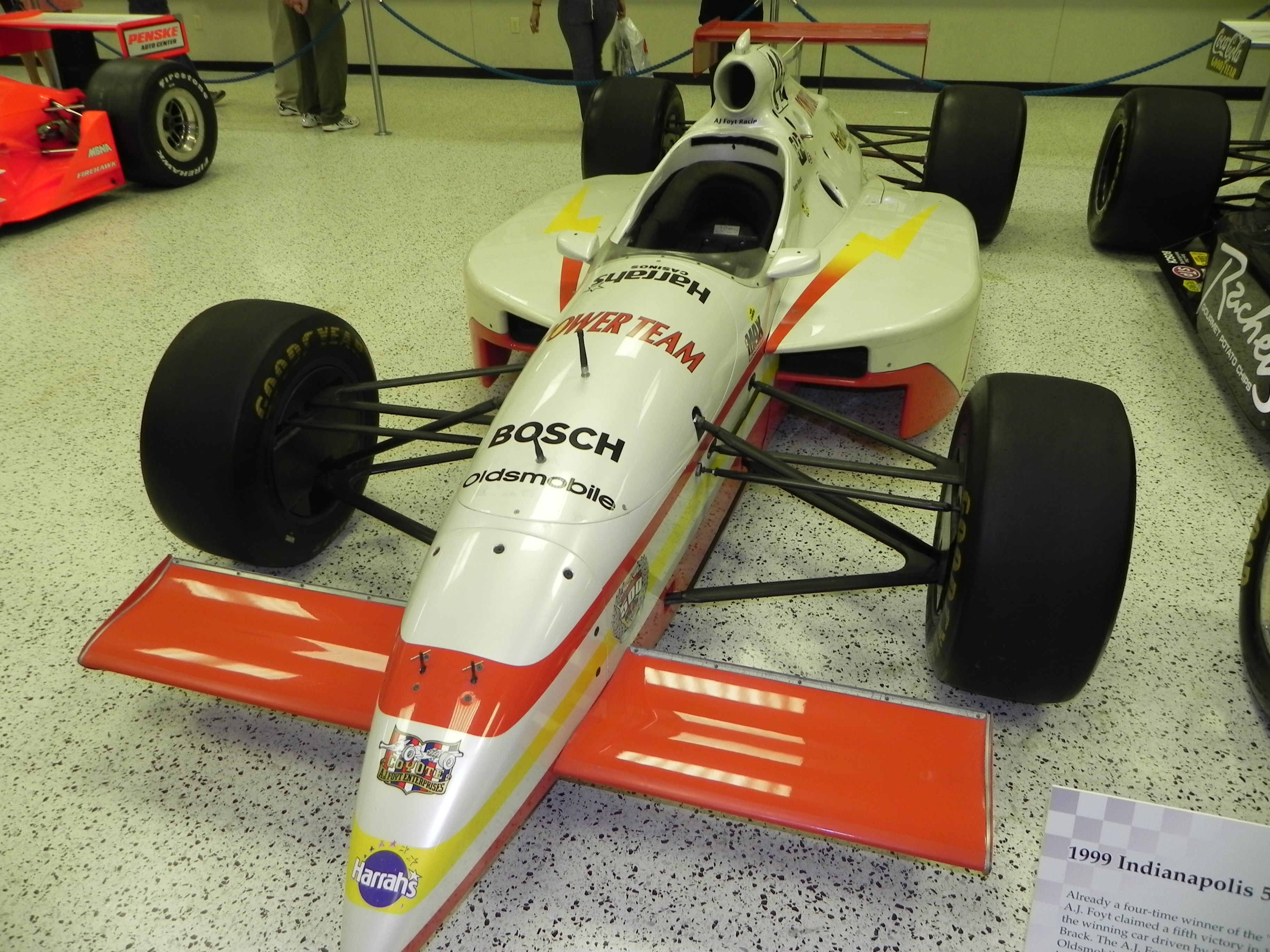
Bräcks Dallara-Oldsmobile, mit dem er das Indy 500 gewann

### Fahrer
| Pl. | Fahrer           | Punkte |
| --- | ---------------- | ------ |
| 1.  | Greg Ray         | 293    |
| 2.  | Kenny Bräck      | 256    |
| 3.  | Mark Dismore     | 240    |
| 4.  | Davey Hamilton   | 237    |
| 5.  | Sam Schmidt      | 233    |
| 6.  | Buddy Lazier     | 224    |
| 7.  | Eddie Cheever    | 222    |
| 8.  | Scott Sharp      | 220    |
| 9.  | Scott Goodyear   | 217    |
| 10. | Robby Unser      | 207    |
| 11. | Jeff Ward        | 206    |
| 12. | Billy Boat       | 204    |
| 13. | Buzz Calkins     | 201    |
| 14. | Scott Harrington | 165    |
| 15. | Stéphan Grégoire | 162    |
| 16. | Robby McGehee    | 156    |

| Pl. | Fahrer                | Punkte |
| --- | --------------------- | ------ |
| 17. | John Hollansworth Jr. | 146    |
| 18. | Jaques Lazier         | 144    |
| 19. | Tyce Carlson          | 139    |
| 20. | Eliseo Salazar        | 137    |
| 21. | Donnie Beechler       | 130    |
| 22. | Robbie Buhl           | 114    |
| 23. | Raul Boesel           | 98     |
| 24. | Jimmy Kite            | 86     |
| 25. | Steve Knapp           | 69     |
| 26. | Ronnie Johncox        | 59     |
| 27. | Johnny Unser          | 57     |
| 28. | John Paul Jr.         | 39     |
| 29. | Roberto Moreno        | 38     |
| 30. | Roberto Guerrero      | 36     |
| 31. | Robby Gordon          | 32     |
| 32. | Andy Michner          | 29     |

| Pl. | Fahrer          | Punkte |
| --- | --------------- | ------ |
| 33. | Tony Stewart    | 22     |
| 34. | Hideshi Matsuda | 20     |
| 35. | Stan Wattles    | 19     |
| 36. | Marco Greco     | 18     |
| 37. | Brian Tyler     | 16     |
| 38. | Jeret Schroeder | 15     |
| 39. | Jack Miller     | 13     |
| 40. | Bobby Regester  | 12     |
| 41. | Arie Luyendyk   | 11     |
| 42. | Doug Didero     | 10     |
| 43. | Niclas Jönsson  | 8      |
| 44. | Gualter Salles  | 7      |
|     | Wim Eyckmans    | 7      |
| 46. | Sarah Fisher    | 5      |
| 47. | Willy T. Ribbs  | 4      |
| 48. | Jason Leffler   | 2      |